# Géza Kádas
Géza Kádas (n. 7 august 1926, Eger, Heves, Ungaria – d. 6 martie 1979, Budapesta, Republica Populară Ungară) a fost un înotător maghiar, medaliat olimpic. A participat la 2 ediții ale Jocurilor Olimpice (1948, 1952) în care a câștigat o medalie de argint și o medalie de bronz.